# 47Ter
47Ter (prononcé « 47 Terre ») est un groupe de pop/rap français originaire de Bailly, dans les Yvelines, formé en 2017 par le chanteur Pierre-Paul, le bassiste Blaise et le guitariste Miguel (Lopes).

## Historique
47Ter est un trio originaire de Bailly, dans les Yvelines. Ses trois membres, Pierre-Paul, Blaise et Lopes, ont choisi son nom en référence à l'adresse de la salle des fêtes locale, lieu de réunion régulier du groupe.
Avant 47Ter, Pierre-Paul et Miguel (Lopes) ont été à l'origine d'un groupe rock nommé Fresh Octopus, aujourd'hui disparu. Les répétitions avaient lieu à la Maison des Jeunes locale "E-MAJ", située à Noisy Le Roi, et ce pendant plusieurs années.[réf. souhaitée].
Après avoir diffusé des vidéos sur Facebook de 2017 à 2019, consistant en de courtes chansons sur des airs de classique repris entre autres au mélodica,,, le groupe sort un premier EP baptisé Petits Princes en 2018, suivi d'un second réunissant les onze freestyles publiés sur internet.
Le 18 février 2018, le groupe participe à leur premier live en radio dans l'émission de découverte de nouveaux talents On en parle.. diffusée sur Radio Sensations,.
En 2019, ils sortent leur premier album intitulé L'Adresse, un album de rap très musical, certains diront à mi-chemin entre pop et rap. Il est dans l'ensemble bien accueilli par la critique.
Après s'être produit au Trabendo, le groupe est programmé à La Cigale au printemps 2020 à Paris. L'Olympia est prévu en novembre de la même année. Ces concerts sont finalement annulés à cause de l'épidémie de Covid-19. De même, le groupe est annoncé à la programmation du festival Solidays en 2020, mais l'événement est également annulé.
Le groupe sort un nouvel album le 16 avril 2021, intitulé Légende, recevant un accueil critique mitigé. Il effectue une tournée de festivals durant l'été.
47Ter décide de rééditer ce dernier album avec sept nouveaux morceaux, sous un nouveau titre, Légende expansion, qui sort le 12 novembre 2021.
En 2022, le groupe 47Ter fait une tournée dans les Zéniths de France et passe aussi faire des concerts dans d'autres pays.
Le 14 avril 2023, 47Ter sort son nouvel album, intitulé Au bon endroit, qui comporte notamment deux feat, l'un avec Tayc et l'autre avec La Fouine. Ils repartent en tournée en septembre, avec notamment un passage à l'Olympia de Paris.

## Discographie

### Singles
- Côte Ouest  Diamant[10]
- Plus tard  Or[10]
- L'Adresse  Or [10]
- Soleil noir  Or[10]
- Bang
- Personne
- Jamais su
- On avait dit  Or [10]
- Vivre
- Sommeil noir
- Avec toi
- J'essaie
- La Seule
- Si j’pars

### Clips
- 2018 : Bang
- 2018 : Le Before
- 2018 : Plus tard
- 2019 : Soleil noir
- 2019 : Personne
- 2019 : L'Adresse
- 2019 : Côte Ouest
- 2020 : Jamais su
- 2020 : On avait dit
- 2020 : Vivre
- 2021 : Avec toi
- 2021 : J'essaie
- 2021 : La Seule
- 2021 : 1, 2, 3, 4
- 2021 : Doss
- 2021 : Rêver d'elles
- 2022 : Mindset
- 2022: Rêver d'elles
- 2022: Rendez-vous l'année prochaine
- 2023: Feeling
- 2023: Si j'avais (feat. La fouine)
- 2023: Où tu voudras (feat. Tayc)